# Білоусенко Петро Іванович
Білоу́сенко Петро Іванович (28 червня 1948 - 25 лютого 2023, с. Широка Долина Широківського району Дніпропетровської області) — український мовознавець, методист, доктор філологічних наук з 1994, професор з 2001.

## Біографія
Закінчив 1970 Запорізький педагогічний інститут. Учителював у Дніпропетровській і Запорізькій областях, 
Від 1977 — у Криворізькому педагогічному інституті: викладач, завідувач кафедри української мови.
У 1993—1995 завідував кафедрою філолологічних дисциплін Херсонського педагогічного інституту, з 1995 —професор, завідувач кафедри української мови, декан філологічного факультету (2005—2006 рр.) Запорізького університету. У 2006-2008 рр. — професор, завідувач кафедри української філології Кримського гуманітарного університету (м. Ялта) (з 2009 р. — за сумісництвом), з 2009 р. — професор кафедри української мови Запорізького національного університету, з січня 2018 р. - провідний науковий співробітник Інституту української мови НАН України 

## Наукова діяльність
Основні праці:
- із словотвору української мови ["Історія суфіксальної системи українського іменника", 1993; «Нариси з історії українського  словотворення (суфікс -иця)», 2002, у співавт.];«Нариси з історії українського словотворення (суфікс -ина)», 20092, у співавт.];«Нариси з історії українського словотворення (іменникові конфікси)», 2010, у співавт.]; Історія української мови. Словотвір. Ч.І Іменник (іменник) (проспект). — Запоріжжя — Київ: ЗНУ, 2013; Порівняльна граматика східнословянських мов (лексика, фразеологія, морфеміка, словотвір, фонетика). - Запоріжжя: ЗНУ, 2014; Нариси з історії українського  словотворення (суфікс -чина/--щина), Київ, 2020; Нариси з історії українського  словотворення (іменники pluralia tantum). - Запоріжжя - Київ, 2021 (у співавт.) Історичний словотвір української мови. Іменник. Прислівник. - Запоріжжя: ЗНУ, 2021.
- з методики викладання української мови («Виховна робота на уроках української мови», 1986, у співавт.; «Учіться висловлюватися», 1990; «Методика викладання української мови: Практичні та лабораторні заняття», 1991; «Проблемно-ситуативні завдання на уроках української мови», 1992, у співавт.; «Мовознавчі студії в школі», 2000) та ін.